# 茨城県道61号日立笠間線
茨城県道61号日立笠間線（いばらきけんどう61ごう ひたちかさません）は、茨城県日立市から笠間市に至る県道（主要地方道）である。

## 概要
日立市を起点とし、笠間市を終点とする茨城県北地域から県央地域を広域的に東西に結び、中継地に常陸太田市市街地、那珂市瓜連、城里町石塚市街地を経由する延長約53キロメートル (km) の主要地方道。城里町と笠間市境の中山峠（標高168 m）越えを含む。主に、通勤・通学等におけるこの地域の生活道路としても重要な役割を担う県道路線として位置づけられている。日立市と常陸太田市の境界にある多賀山地の山越え区間は、石を採掘する鉱山があり不通となっている。

### 路線データ
- 起点：茨城県日立市河原子町4丁目（国道245号交点、河原子十字路交差点）[2]
- 終点：茨城県笠間市大字笠間字神明前483番地先（国道50号交点、才木交差点）[3]
- 総延長：51.513 km[4]
- 重用延長：5.352 km[4]
- 未供用延長：なし[4]
- 実延長：46.161 km[4]
- 自動車交通不能区間延長[注釈 1]：1.965 km[4]

## 歴史
1994年（平成6年）4月1日に、前身である主要地方道笠間常陸太田線（整理番号16）と一般県道常陸太田多賀線（整理番号191）を統合・廃止して、起点を日立市、終点を笠間市とする新たな主要地方道として日立笠間線（整理番号77）が認定された。道路区域の一部は県道河原子多賀線の全線とも重複していたが、同年11月に県道河原子多賀線は廃止された。翌1995年（平成7年）、整理番号61に変更され現在に至る。

### 年表
- 1982年（昭和57年）3月31日：路線の前身である（旧）日立常陸太田線の路線認定の一部が改正され、起終点を逆転して常陸太田多賀線となる[6]。
- 1993年（平成5年）5月11日：建設省から、県道河原子多賀線の一部・県道常陸太田多賀線・県道笠間常陸太田線が日立笠間線として主要地方道に指定される[7]。
- 1994年（平成6年）
  - 4月1日
    - 主要地方道日立笠間線（整理番号77）として県道路線認定[8]。
    - 道路の区域は、日立市河原子町国道245号分岐から笠間市笠間国道50号交点までに決定する[2]。

  - 11月28日：日立市河原子町 - 同市千石町で重複していた県道河原子多賀線（整理番号192）が廃止される[9]。
- 1995年（平成7年）
  - 1月12日：笠間市大字大橋地内（吉田神社下交差点付近）のバイパス道路（550 m）が開通する[10]。
  - 3月30日：整理番号77から現在の番号（整理番号61）に変更される[11]。
- 2000年（平成12年）

  - 6月11日：常陸太田市真弓町 - 同市岡田町（常陸太田工業団地）を新設する道路区域（4.571 km）が決定する[12]。
  - 7月19日：笠間市大字大淵 - 大字笠間（才木交差点）のバイパス道路（0.886 km）が開通[13]。
- 2002年（平成14年）
  - 4月26日：常陸太田市亀作町地内の狭隘道路を迂回するバイパス道路に一部（約0.5 km）が開通[14]。
  - 7月22日：笠間市大字笠間（旧終点付近）の旧道 (559 m) が県道指定解除により市道降格する[3]。
- 2005年（平成17年）
  - 3月22日：常陸太田市岡田町 - 同市高貫町までのバイパスの区間を延伸（528 m）する道路区域が決定する[15]。
  - 8月11日：笠間市大字大渕 - 同市大字笠間（国道50号）のバイパス道路（1.2 km）を新設する道路区域が決定[16]。
  - 9月29日：常陸太田市木崎二町（国道349号） - 同市木崎一町（国土交通省前交差点）まで狭隘道路を迂回するバイパス（996 m）を新設する道路区域が決定[17]。
- 2006年（平成18年）2月2日：常陸太田市岡田町（工業団地入口交差点） - 同市高貫町（常陸太田工業団地）の区間（1.044 km）が指定解除され常陸太田市道へ降格[18]。
- 2007年（平成19年）11月8日：那珂市瓜連のバイパス (2.737 km) を新設する道路区域が決定する[19]。
- 2008年（平成20年）3月30日：日立市塙山町 - 同市金沢町山側道路の一部区間（約0.8 km）が開通する [20]。
- 2009年（平成21年）2月26日：笠間市大淵 - 同市笠間（国道50号交点）の旧道（559 m）が指定解除され笠間市道へ降格[21]。
- 2011年（平成23年）8月1日：笠間市管理の県道として、笠間市大渕字一丁田 - 同市笠間字一本松の約1.2 km区間を指定し供用開始[22][23]。
- 2012年（平成24年）
  - 3月19日：常陸太田市亀作町の県道亀作石名坂線と重複する区間 (543 m) を編入し、同地内の旧道 (700 m) が指定解除され、常陸太田市道に降格[24]。
  - 7月17日：常陸太田市金井町（太田税務署前） - 同市木崎一町（国土交通省前交差点）まで（延長540 m）、都市計画道路木崎稲木線（鯨ヶ丘トンネル）が開通する[25][26]。
- 2013年（平成25年）
  - 3月25日
    - 常陸太田市金井町（金井町交差点） - 同市木崎二町（金井町東交差点）の国道349号重複区間（350 m）を編入[27]。
    - 日立市大久保町四丁目 - 同市塙山町二丁目の県道日立笠間線（約2.1 km）供用開始により、山側道路が全線開通[27]。

  - 3月29日：常陸太田市金井町内の新道を供用開始[28]。
  - 4月4日：常陸太田市金井町（市役所入口交差点） - 同市木崎一町（国土交通省前交差点）の一方通行を含む旧道区間（1.595 km）が指定解除され、常陸太田市道に降格[29]。
  - 9月5日：笠間市大字大渕字一丁田 - 同市大字笠間字一本松の笠間市管理の県道区間（1.17 km）が県道指定を解除され、笠間市道へ降格[30]。
- 2014年（平成26年）
  - 2月13日
    - 日立市大久保町1丁目（国道6号） - 同市大久保町4丁目（大久保中学校前）の日立市道を編入してバイパス区間を1.049 km延伸[31][注釈 2]。
    - 日立市大久保町1丁目（国道6号） - 同市大久保町の旧道（1.138 km）が指定解除され、日立市道へ降格[31][注釈 3]。

  - 12月1日：常陸太田市金井町（金井町交差点 - 市役所入口交差点）の旧道（258 m）が指定解除され常陸太田市道に降格[32]。
- 2016年（平成28年）2月26日：常陸太田市亀作町地内のバイパスの一部（約280 m）が開通し、国道293号常陸太田東バイパスと亀作地区の現道までの間が同県道のバイパスで結ばれる[1][33]。
- 2018年（平成30年）3月22日：常陸太田市真弓町 - 同市亀作町間（約2.1 km）、日立市金沢町（約1.4 km）のバイパス事業計画の変更に伴い、同区間の道路区域指定を除外[34]。
- 2020年（令和2年）6月24日：那珂市瓜連地内のバイパス（573 m）が開通し、国道118号（平野台団地入口交差点）と現道の間が同県道のバイパスで結ばれる[35][36]。
- 2021年（令和3年）2月25日：日立市大久保町地内（728 m）の旧道が指定解除され、日立市へ移管[37]。
- 2023年（令和5年）2月20日：那珂市瓜連字畠中（瓜連中付近） - 同市瓜連字鷺庭（静入口交差点）の旧道（1.689 m）が指定解除され、那珂市へ移管[38]。

## 路線状況
常陸太田市から笠間市までの区間は、現路線認定前の笠間常陸太田線時代に道路改修が進み、狭隘区間は那珂市瓜連地区の市街地を残すのみとなった。
一方で日立市から常陸太田市までの区間、特に日立市・常陸太田市境に位置する通称多賀山地周辺は改修が遅れており道幅4 m程の隘路も存在し、特に山地を越える部分では未舗装な荒路で、旭鉱末株式会社石の倉鉱山の傍を通ることから一般車は通行止めとなっており、ゲートで塞がれている。
常陸太田市街地内は道路改良により線形が改善されたが、瓜連と石塚の両市街地内は比較的複雑なルートを辿る。
道路法の規定に基づき、以下の区間は緊急輸送道路として機能を維持するため、災害発生時の被害拡大防止を目的に道路用地内に新たに電柱を建てることが制限されている。
- 日立市大久保町（常陸多賀駅入口交差点） - 同市金沢町（日立市道接続）[39]
- 常陸太田市高貫町（国道293号交差） - 同市金井町（金井町交差点）[39]
- 常陸太田市金井町（金井町東交差点） - 笠間市笠間（才木交差点）[39]
- 那珂市瓜連分岐 - 那珂市瓜連（国道118号交差：平野台団地入口交差点）[40]
- 那珂市古徳字南高野[41]

下記の区間は、車両制限令の規定に基づき、通行する車両の最大重量限度25トンの道路に指定されている。
- 東茨城郡常北町大字下古内 - 笠間市大字笠間（2001年3月1日指定）[42]

### バイパス
- 山側道路
山側道路は、日立市石名坂町の国道6号交点から同市大久保町まで、日立市南部地域を南北に縦断する延長約5.5 km区間の道路で、ちょうど国道6号の西側（山側）に位置する。国道6号のバイパス機能と山火事等の防災機能の強化を目的として事業化された。このうち、大久保町側の約2.9 kmが本県道に指定されている。県道区間は2008年3月に南側0.9 kmが部分供用され[20]、2013年3月、残存区間の2.1 kmが供用されたことで全線開通した[27][43]。

### 重複区間
- 国道6号（日立市大久保町1丁目）[31]
- 国道293号常陸太田東バイパス（常陸太田市岡田町 - 常陸太田市高貫町）
- 茨城県道102号長沢水戸線（那珂市下江戸 地内）
- 国道123号（東茨城郡城里町大字石塚地内：652m）[2]
- 茨城県道51号水戸茂木線（東茨城郡城里町下古内 地内）
- 茨城県道113号真端水戸線（笠間市大橋 地内）

### 道路施設

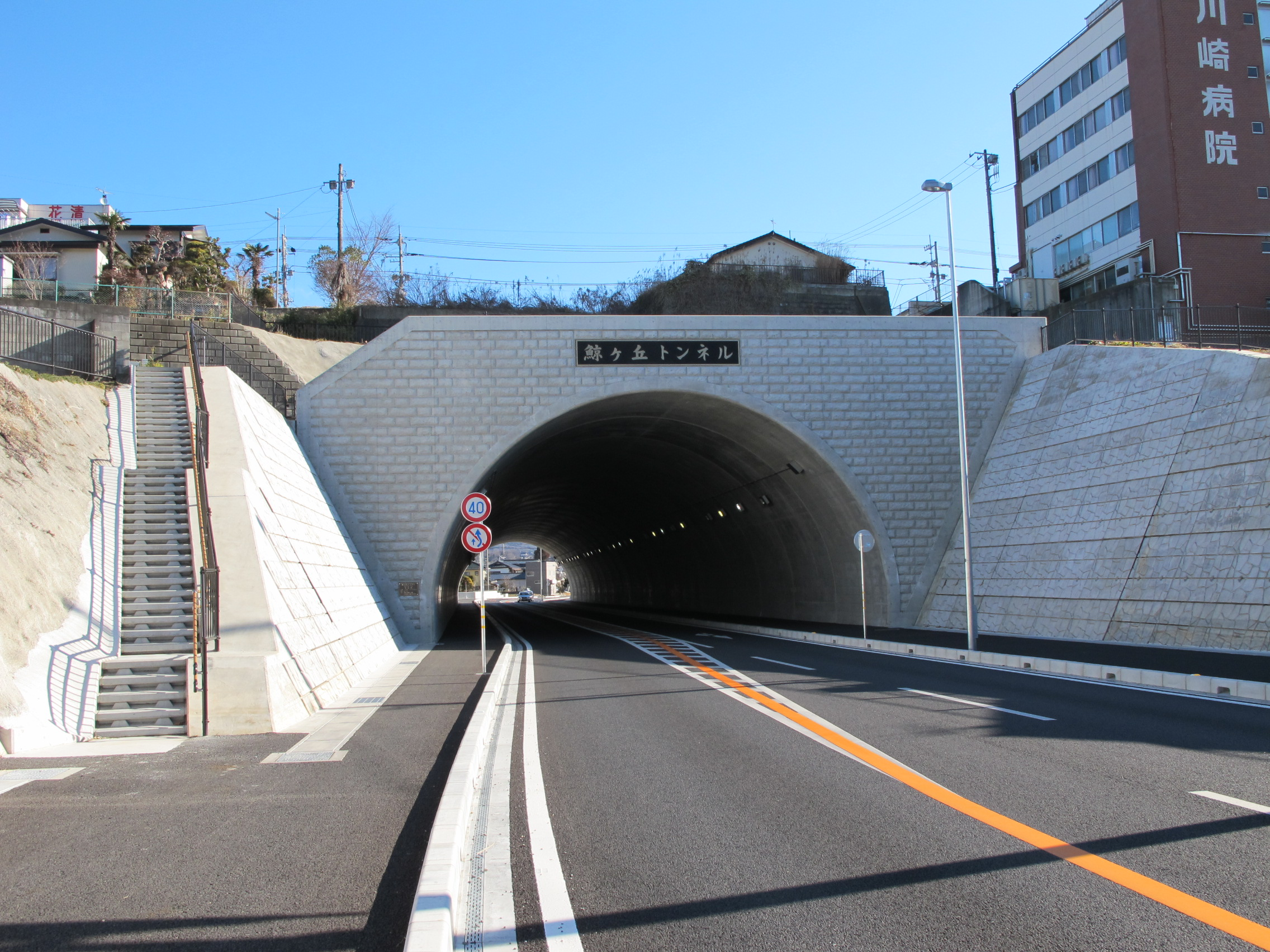
鯨ヶ丘トンネル

- 機初橋（里川、常陸太田市幡町-里宮町）
久慈川水系の里川に架かる、5径間ゲルバー鈑桁橋。1951年（昭和26年）竣功。
- 鯨ヶ丘トンネル（常陸太田市木崎二町-木崎一町）
常陸太田市街地の鯨ヶ丘台地を貫く延長128 m、幅14.64 m、高さ8.35 mのトンネル。都市計画道路 4・4・101号 木崎稲木線[44]の一部として2011年3月竣工し、2012年7月17日開通した[26]。
- 東橋（源氏川、常陸太田市木崎一町 - 稲木町）
- 永代橋（山田川、常陸太田市藤田町）
- 郡戸橋（浅川、常陸大橋中野町）
- 栄橋（久慈川、常陸太田市松栄町 - 那珂市瓜連）
6径間ゲルバー構造、3径間連続、単径間×2の鋼I桁橋。1959年（昭和34年）竣功。
- 千代橋（那珂川、那珂市下江戸 - 城里町下圷）
せんだいばし。鋼5径間連続箱桁構造の茨城県では初の免震構造橋である。1988年（昭和63年）竣功。架け替え後の1989年（平成元年）2月28日開通[45]。
- 新青山橋（西田川、東茨城郡城里町大字上青山）
- 古内橋（藤井川、東茨城郡城里町大字下古内）

### （仮称）真弓トンネル
前述の日立市金沢町と常陸太田市真弓町を結ぶ部分は車道が未開通となっている。この部分をトンネルでつないで整備することが検討されている（仮称：真弓トンネル）。トンネルは全長1400 m程度、有料道路とすることも検討されている。現在、日立市 - 常陸太田市間は急峻な山地のために交通が不便であることから、この道路の開通によって両市間の交流、さらに国道6号の慢性的な渋滞の緩和などが期待されている。
この前段階として、日立市山側道路（通称）の一部区間がすでに茨城県道61号日立笠間線として整備されている。また、本道路開通の暁には、常陸太田市側ですでに市道として開通している国道349号バイパス内堀町東交差点からはたそめ団地間の道路が本県道の一部として組み込まれることになる。

## 地理
笠間市と日立市を、地上ではほぼ一直線に結ぶが、八溝山地及び阿武隈高地（多賀山地）南部を横断し、那珂川と久慈川の2つの大きな河川を渡るため、全体を通して起伏の多い路線となっている。

### 通過する自治体
- 日立市
- 常陸太田市
- 那珂市
- 常陸大宮市
- 東茨城郡城里町
- 笠間市

### 交差する道路
- 国道245号（起点：河原子十字路交差点）

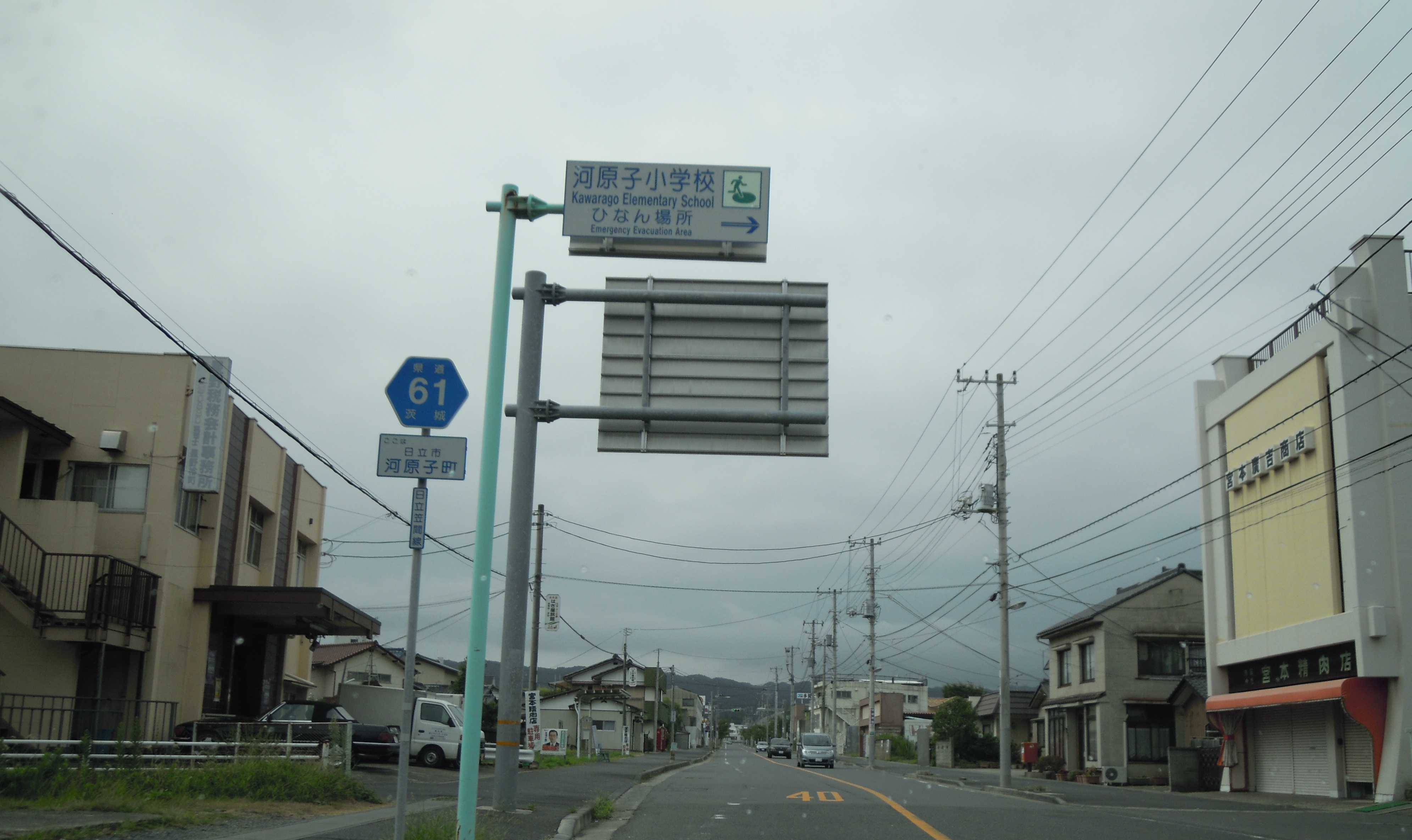
起点（日立市河原子町）付近

- 国道6号（日立市大久保町：大久保町1丁目交差点）
- 国道6号（日立市大久保町：常陸多賀駅入口交差点）
- 茨城県道156号亀作石名坂線（常陸太田市亀作町）
- 国道293号（常陸太田市亀作町）
- 国道293号（常陸太田市岡田町）
- 国道293号（常陸太田市高貫町）
- 国道349号（常陸太田市金井町：金井町交差点）
- 国道349号（常陸太田市金井町：金井町東交差点）
- 国道349号（常陸太田市金井町：税務署前交差点）
- 茨城県道166号和田上河合線（常陸太田市藤田町：藤田町交差点）
- 茨城県道62号常陸那珂港山方線（常陸太田市中野町：中野交差点）
- 茨城県道104号那珂瓜連線（那珂市瓜連）
- 国道118号（那珂市瓜連：平野団地入口交差点）
- 国道118号（那珂市瓜連：静入口交差点）
- 茨城県道168号静常陸大宮線（那珂市下大賀）
- 茨城県道168号静常陸大宮線パイパス（那珂市下大賀）
- 茨城県道102号長沢水戸線（那珂市下江戸）
- 茨城県道102号長沢水戸線（那珂市下江戸）
- 国道123号（東茨城郡城里町大字下圷：下圷交差点）
- 国道123号旧道（東茨城郡城里町石塚：笠間街道入口交差点）
- 茨城県道52号石岡城里線・茨城県道246号錫高野石塚線（東茨城郡城里町石塚）
- 茨城県道51号水戸茂木線（東茨城郡城里町下古内）
- 茨城県道51号水戸茂木線（東茨城郡城里町下古内）
- 茨城県道113号真端水戸線（笠間市大橋：吉田神社下交差点）
- 茨城県道113号真端水戸線（笠間市大橋）
- 国道50号（終点：才木交差点）

### 沿線にある施設など
- 日立市立大久保中学校（日立市末広町5丁目）
- 日立梅ヶ丘病院（日立市大久保町）
- 常陸太田工業団地（常陸太田市高貫町）
- 常陸太田市役所（常陸太田市金井町）
- 常陸太田税務署（常陸太田市金井町）
- 国土交通省関東地方整備局 常陸河川国道事務所久慈川下流出張所（常陸太田市木崎一町）
- 佐竹寺（常陸太田市天神林町）
- 静神社（那珂市静）
- 静峰ふるさと公園（那珂市静）
- 静ヒルズカントリークラブ（那珂市静）
- 静音寺（城里町下古内）